# 金海龍屬
金海龍屬，為輻鰭魚綱棘背魚目海龍科的其中一屬。

## 下属物种
- 金海龍（Entelurus aequoreus）